# Païssii de Vratsa
Païssii de Vratsa, de son vrai nom Alexandre Raykov Ankov (en bulgare : Александър Райков Анков), est un ecclésiastique orthodoxe bulgare, métropolite de l'archidiocèse de Vratsa de l'Église orthodoxe bulgare de 1930 à 1974,.

## Biographie
Né le 6 août 1888 à Svogué, il fait ses études primaires dans sa ville natale puis par faire ses études secondaires à Iskrets et à Sofia. Il est diplômé du séminaire bulgare de Constantinople et obtient son doctorat de théologie à l'université de Chernovits. Il effectue ensuite des spécialisations en droit et en philosophie aux universités de Munich et de Leipzig. Il fut d'abord diacre, sous l'exarque Joseph Ier puis sous le vice-président du Saint-Synode. Ensuite, il devint bibliothécaire et chef du département culturel éducatif du Saint-Synode avant d'enseigner au séminaire théologique de Sofia.
Le 1er mai 1923, il est nommé évêque de Znepolé, poste qu'il gardera jusqu'à être nommé métropolite de l'archidiocèse de Vratsa le 10 juin 1930. Il est membre permanent du Saint-Synode, dont il est également vice-président du 4 janvier 1949 au 3 janvier 1951. En 1971, il se porte candidat au patriarcat de l'église orthodoxe bulgare, mais c'est finalement le métropolite Maxime de Lovech qui est élu. Il restera jusqu'à la fin de sa vie une personnalité importante de l'église orthodoxe bulgare et un des meneurs du mouvement dit de "l'aile de réaction" du Saint-Synode.
Il meurt le 16 mai 1974 à Vratsa.

## Sources
1. 1 2 3  Камен Динков, История на българската църква: Четива, Враца, Редакция Духовно възраждане,‎ 1954, 108 p.
2. ↑  (bg) Екзарх Йосиф I в спомени на съвременници, Sofia, Saint-Clément-d'Ohrid,‎ 1995, 324 p. (ISBN 954-07-0530-4)